# Ventaquemada
Ventaquemada es un municipio colombiano ubicado en la Provincia del Centro, en el departamento de Boyacá. Está situado sobre la Troncal Central del Norte, a unos 29 km de la ciudad de Tunja, capital del departamento. Denominado a menudo como la "Puerta de oro" del departamento.

## Toponimia
El municipio recibe el nombre de Ventaquemada en memoria de un hecho ocurrido en la antigua comarca comercial del siglo XVIII denominada "La venta", que se ubicaba en ese mismo lugar, la cual fue quemada por las rivalidades entre sus habitantes antes de la construcción del actual municipio.

## Historia
En la época precolombina, en el territorio del actual municipio de Ventaquemada tuvo lugar la batalla del arroyo de Las Vueltas entre el Zipa Nemequene y el Zaque Quemuenchatocha.
En la época hispánica, en el sitio hoy ocupado por el municipio había un centro de intercambio comercial conocido como "La Venta", de propiedad del señor Albarracín. Este lugar era paso obligado en el camino entre la provincia de Tunja y la de Bogotá. Por rivalidades y venganzas con algunos vecinos, La Venta de Albarracín fue quemada y reducida a cenizas, lo que dio origen al nombre de Ventaquemada. Según Decreto de 1776, dado por el virrey Manuel Antonio Flórez, el caserío de Ventaquemada fue erigido en parroquia. El primer cura párroco fue el presbítero Agustín Guevara. Al año siguiente, en 1777, el virrey elevó a la parroquia a la categoría de municipio, nombrando como primer alcalde al señor Francisco Correa.
Sobre el curso del río Teatinos se encuentra el Puente de Boyacá, donde tuvo lugar la Batalla de Boyacá, En la casa histórica declarada Patrimonio Cultural de la Nación en 1990, se firmó la victoria de la Batalla el 8 de agosto de 1819.

## Límites municipales
Ventaquemada limita con los siguientes municipios
| Noroeste: Samacá                              | Norte: Samacá | Nordeste: Tunja      |
| Oeste: Guachetá y Lenguazaque ( Cundinamarca) |               | Este: Boyacá         |
| Suroeste: Villapinzón ( Cundinamarca)         | Sur: Turmequé | Sureste: Nuevo Colón |

## División Político-Administrativa
Además de su Cabecera municipal. Ventaquemada tiene bajo su jurisdicción los siguientes Centros poblados:
- El Carpi
- El Manzano
- Parroquia Vieja
- Puente de Boyacá, Puente Boyacá
- Tierra Negra

## Economía
El principal producto agrícola del municipio es la papa; otros productos que se destacan son la arveja, el maíz y las habas. También se desarrolla la ganadería lechera en una menor escala, los restaurantes y las areperías que están sobre la Ruta Nacional 55.

## Movilidad
A Ventaquemada se accede por la Ruta Nacional 55 desde Tunja al noreste y desde Chía y Chocontá en Cundinamarca al sureste. Hay variantes en las cuales se comunican con los municipios de Turmequé, Nuevo Colón, Boyacá y Jenesano.

## Récord
Actualmente el municipio es reconocido por sus arepas boyacenses, y posee el título de haber elaborado la arepa más grande del mundo, con unas medidas de 7 metros y 4 centímetros de diámetro, y un espesor aproximado de 15 milímetros, para la cual se utilizaron 600 libras de maíz y trigo y alrededor de 350 libras de queso campesino junto con otros aderezos. 

## Galería fotográfica
|                           |
| Estatua de Simón Bolívar. |

|                                     |
| Iglesia parroquial de Ventaquemada. |

|                   |
| Puente de Boyacá. |

|                                                            |
| Casa del cuartel del general del ejército independentista. |

|                        |
| Paisaje ventaquemense. |